# Mendionde
Mendionde (baskisch Lekorne) ist eine französische Gemeinde mit 849 Einwohnern (Stand 1. Januar 2022) im Département Pyrénées-Atlantiques in der Region Nouvelle-Aquitaine (vor 2016: Aquitanien). Die Gemeinde gehört zum Arrondissement Bayonne und zum Kanton Pays de Bidache, Amikuze et Ostibarre (bis 2015: Kanton Hasparren).
Die Bewohner werden Lekondar genannt.

## Geographie
Mendionde liegt ca. 30 km südöstlich von Bayonne in der historischen Provinz Labourd (baskisch Lapurdi) im französischen Teil des Baskenlands.
Die höchste Erhebung im Gebiet der Gemeinde ist der Erregelu (846 m).
Umgeben wird Mendionde von den Nachbargemeinden:
|        | Hasparren                                   | Bonloc Ayherre |
| Macaye | Kompassrose, die auf Nachbargemeinden zeigt | Hélette        |
|        | Ossès                                       | Irissarry      |

Mendionde liegt im Einzugsgebiet des Flusses Adour. Die Joyeuse, ein Nebenfluss der Bidouze, durchquert das Gebiet der Gemeinde ebenso wie die Mouline, ein Nebenfluss der Nive.

## Geschichte
Im Gegensatz zu umliegenden Gemeinden gibt es keine Anhaltspunkte für eine Besiedelung vor dem Mittelalter, in dem aufeinanderfolgende Invasionen von englischen Truppen die Geschichte Mendiondes prägten. Das Dorf war wie zahlreiche andere Dörfer die Quelle von Konflikten zwischen dem englischen König und dem König von Navarra. Im 17. Jahrhundert bildeten die Dörfer Mendionde und Gréciette, heute ein Ortsteil der Gemeinde Mendionde, zwei verschiedene Pfarrgemeinden, unterstanden aber dem gleichen Grundherrn von Garro. Während der Terrorherrschaft wurde wie viele umliegende Dörfer auch Mendionde wegen der Nähe zur spanischen Grenze zur commune infâme erklärt. In Folge des Erlasses vom 3. März 1794 wurden zahlreiche Bewohner vom Wohlfahrtsausschuss verhaftet und in „nationale Häuser“ in benachbarten Départements bis zum Erlass vom 29. September und 1. Oktober 1794 deportiert.
Toponyme und Erwähnungen von Mendionde bzw. Lekorne waren:
- Sancti Cipriani de Lacurren (1236),
- Mendiondo (13. Jahrhundert, Manuskriptsammlung von André Duchesne, Band 114, Blatt 36),
- Lecorryan (1304),
- Del Coriayn (1309),
- Mendiondo (1304 und 1309),
- Lecorriayn (1304 und 1344),
- Mendihondo (1305),
- Mendionde (1750, Karte von Cassini),
- Sanctus-Cyprianus de Mendionde (1766, Kollationen des Bistums Bayonne),
- Mendionde (1793, Notice Communale),
- Mendioude (1801, Bulletin des lois) und
- Mendionde (1863, Dictionnaire topographique du département des Basses-Pyrénées).[5][6][7][8]

Toponyme und Erwähnungen von Gréciette waren:
- Garro (1186, Kopialbuch des Bistums Bayonne, Blatt 16),
- Garrasciet(t)e (1414),
- Saint-Martin de Garro (1518, Urkunden des Domkapitels von Bayonne),
- Guereciette (1575),
- Guereciette (1750, Karte von Cassini) und
- Guerreciette (1755, Kollationen des Bistums Bayonne).[5][6][7]

### Einwohnerentwicklung
Nach einem Höchststand der Einwohnerzahl mit rund 1.680 Einwohnern in der ersten Hälfte des 19. Jahrhunderts reduzierte sich die Zahl bei kurzen Erholungsphasen bis zur Jahrtausendwende auf rund 700. Anschließend setzte ein moderates Wachstum der Gemeinde ein.
| Jahr      | 1962 | 1968 | 1975 | 1982 | 1990 | 1999 | 2006 | 2009 | 2022 |
| --------- | ---- | ---- | ---- | ---- | ---- | ---- | ---- | ---- | ---- |
| Einwohner | 749  | 732  | 744  | 723  | 720  | 707  | 779  | 816  | 849  |

## Sehenswürdigkeiten

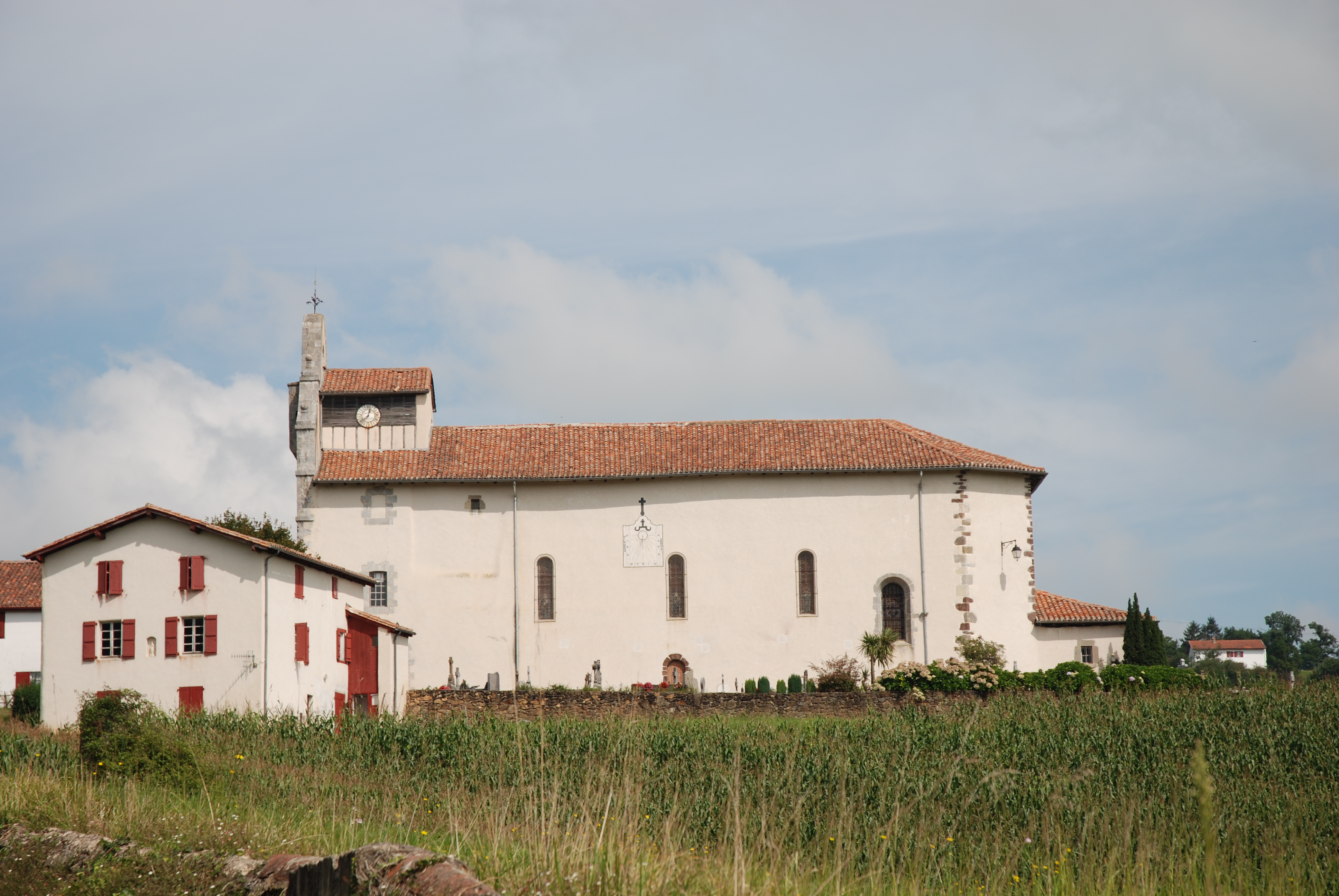
Pfarrkirche Saint-Cyprien in Mendionde

- Pfarrkirche in Mendionde, geweiht Cyprian von Karthago. Sie ist im 17. Jahrhundert in einem für das Baskenland typischen Baustil errichtet worden. Der Glockengiebel, dessen Fassade gleichzeitig ein Frontón ist, strahlt eine gewisse Strenge aus, die im Kontrast zur Innenausstattung der Kirche steht. Emporen auf mehreren Ebenen umsäumen innen das einschiffige Langhaus. Wie in allen Kirchen des Baskenlandes üblich, sind die Plätze auf den Emporen traditionell den Männern vorbehalten, da sich im Baskenland Männer und Frauen während einer Messe getrennt aufhalten.[11] Die Decke der Kirche zeigt ein großes Fresko mit leuchtenden Farben, ein Werk eines unbekannten Künstlers aus dem 20. Jahrhundert. Es werden die Aktivitäten eines Landlebens im Laufe der Jahreszeiten dargestellt, die Aussaat im Frühjahr, Spiele und Tanz im Sommer, die Erzeugung von Wein im Herbst und die Bewachung der Weideflächen durch die Hirten im Winter. Es kommt nicht selten vor, dass Decken von baskischen Kirchen bemalt sind, wie z. B. in den Kirchen von Saint-Jean-de-Luz, Espelette, Itxassou oder Urrugne.[12] Das Altarretabel ist wie die ganze Kirche dem heiligen Cyprian gewidmet. In seiner Mitte ist er auf einem Gemälde in Bischofskleidung illustriert mit einer Mitra auf seinem Kopf und einem Bischofsstab in seiner linken Hand. Reichhaltig verziert mit pflanzlichen Motiven in Goldauflagen und eingerahmt von Säulen mit Kapitellen, besteht das Retabel aus zahlreichen weiteren Gemälden und zwei Statuen, von denen eine den heiligen Cyprian darstellt. Im oberen Bereich fällt der Blick auf eine Verkörperung des gekreuzigten Christus.[13]

Pfarrkirche in Mendionde
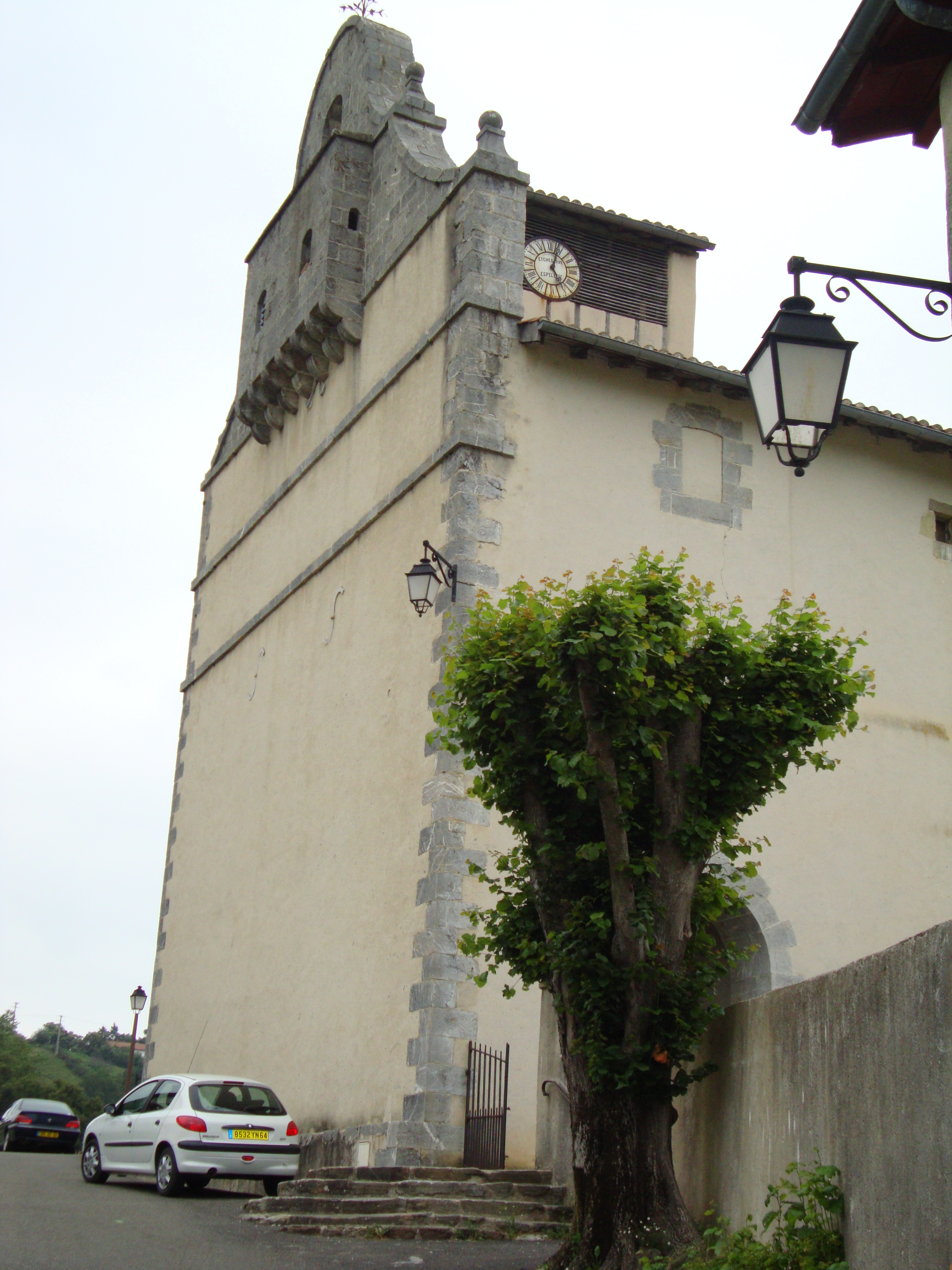
Glockengiebel mit Frontón
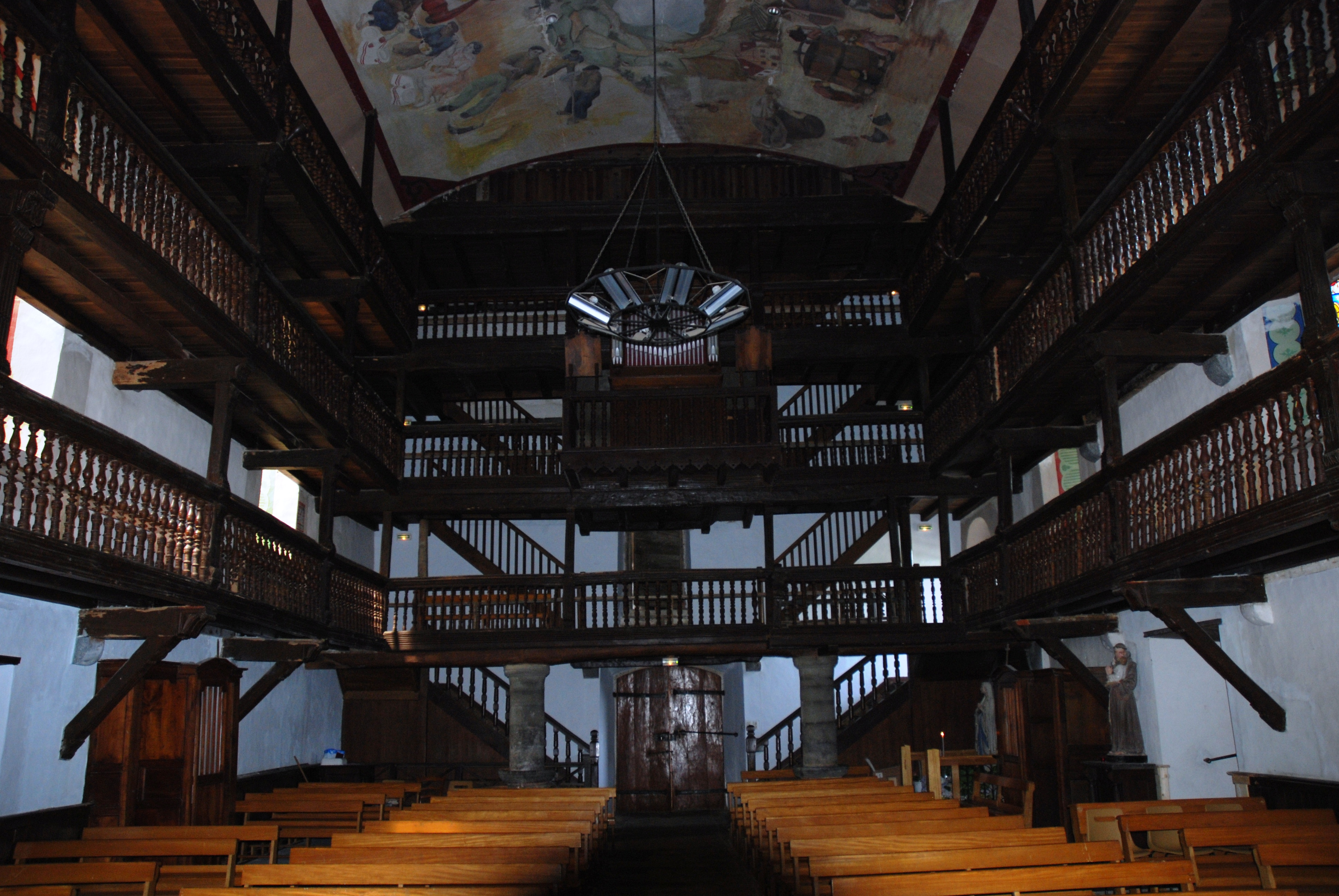
Emporen
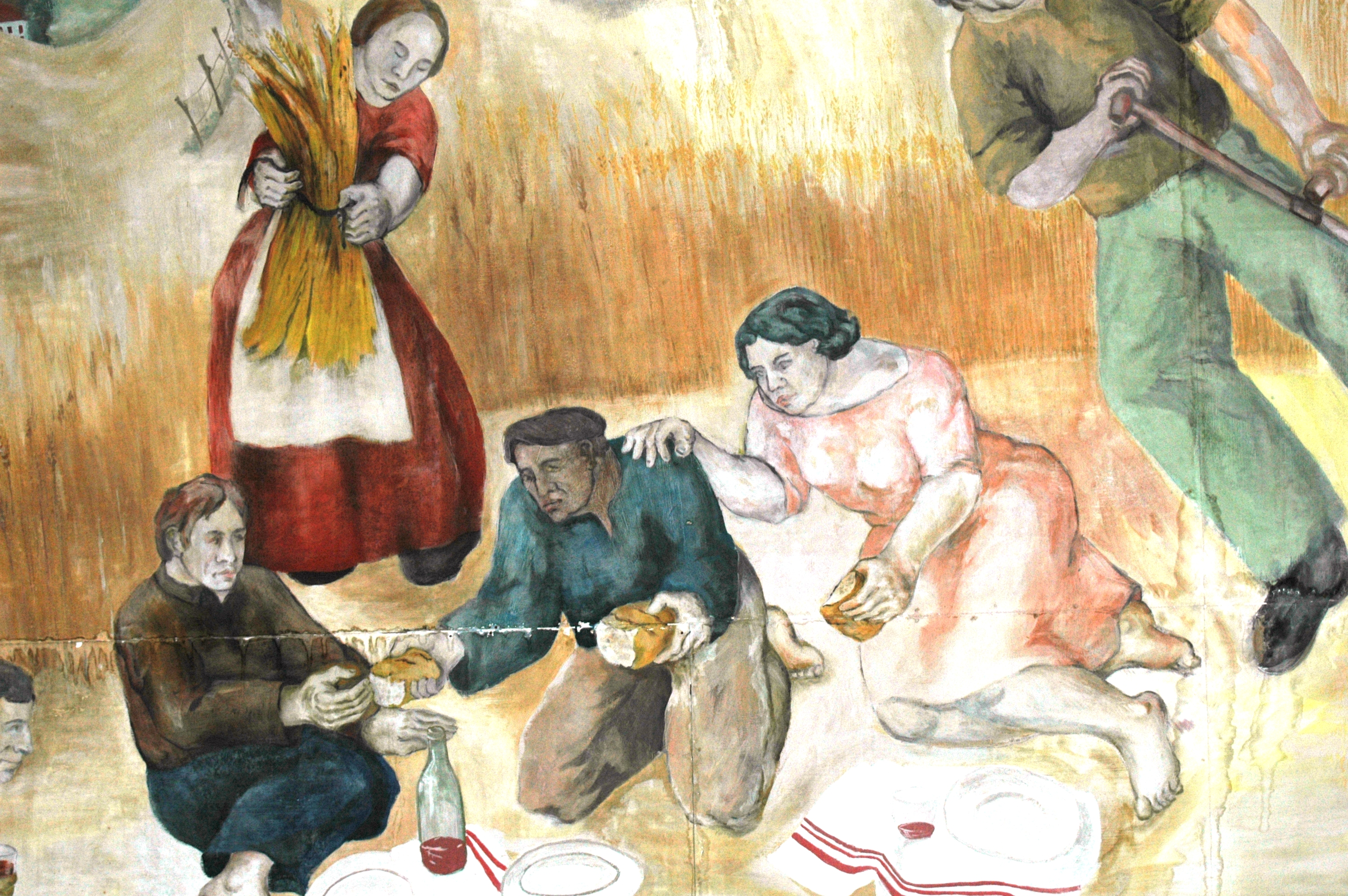
Teilansicht des Freskos – Sommer
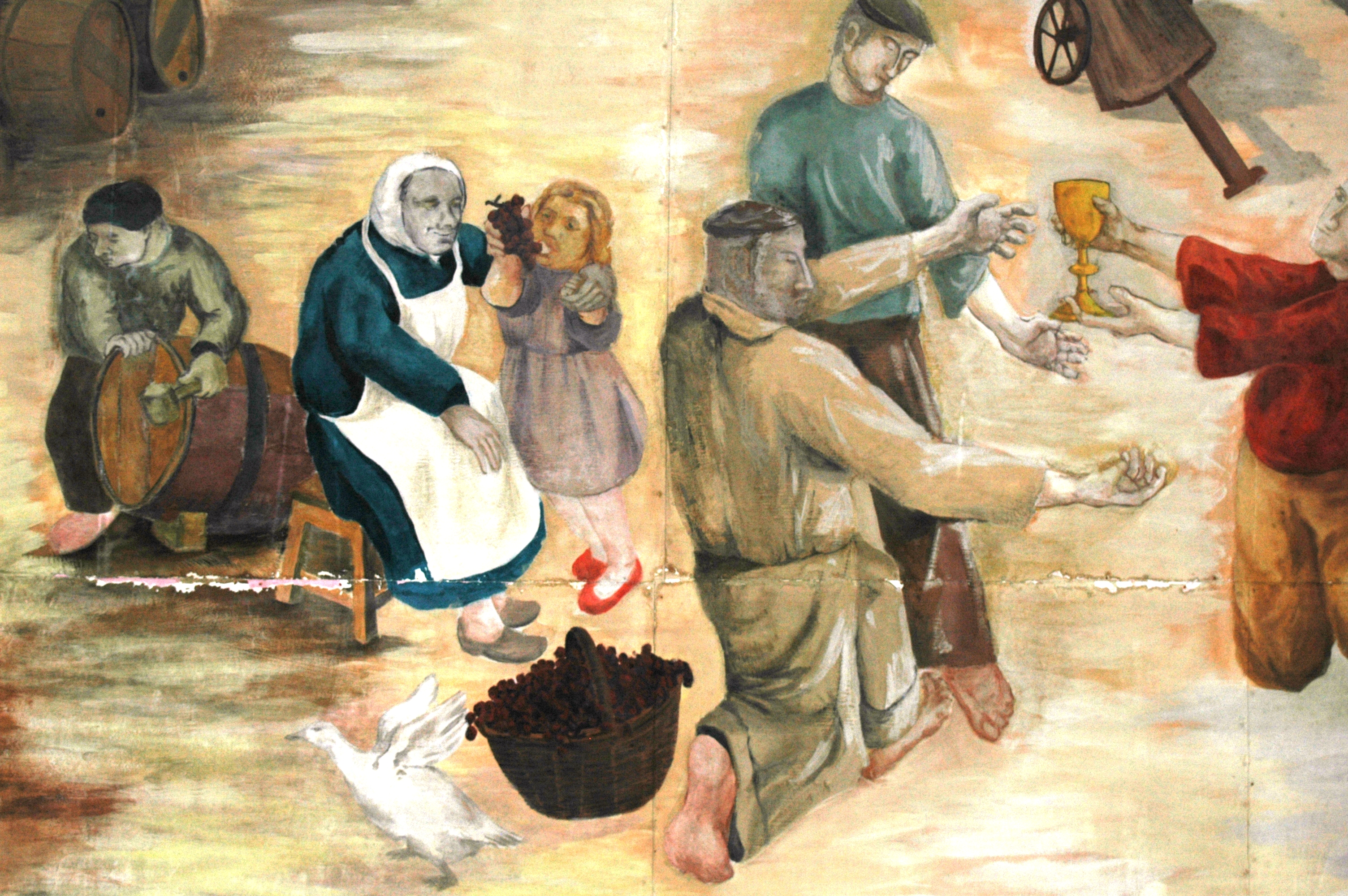
Teilansicht des Freskos – Sommer
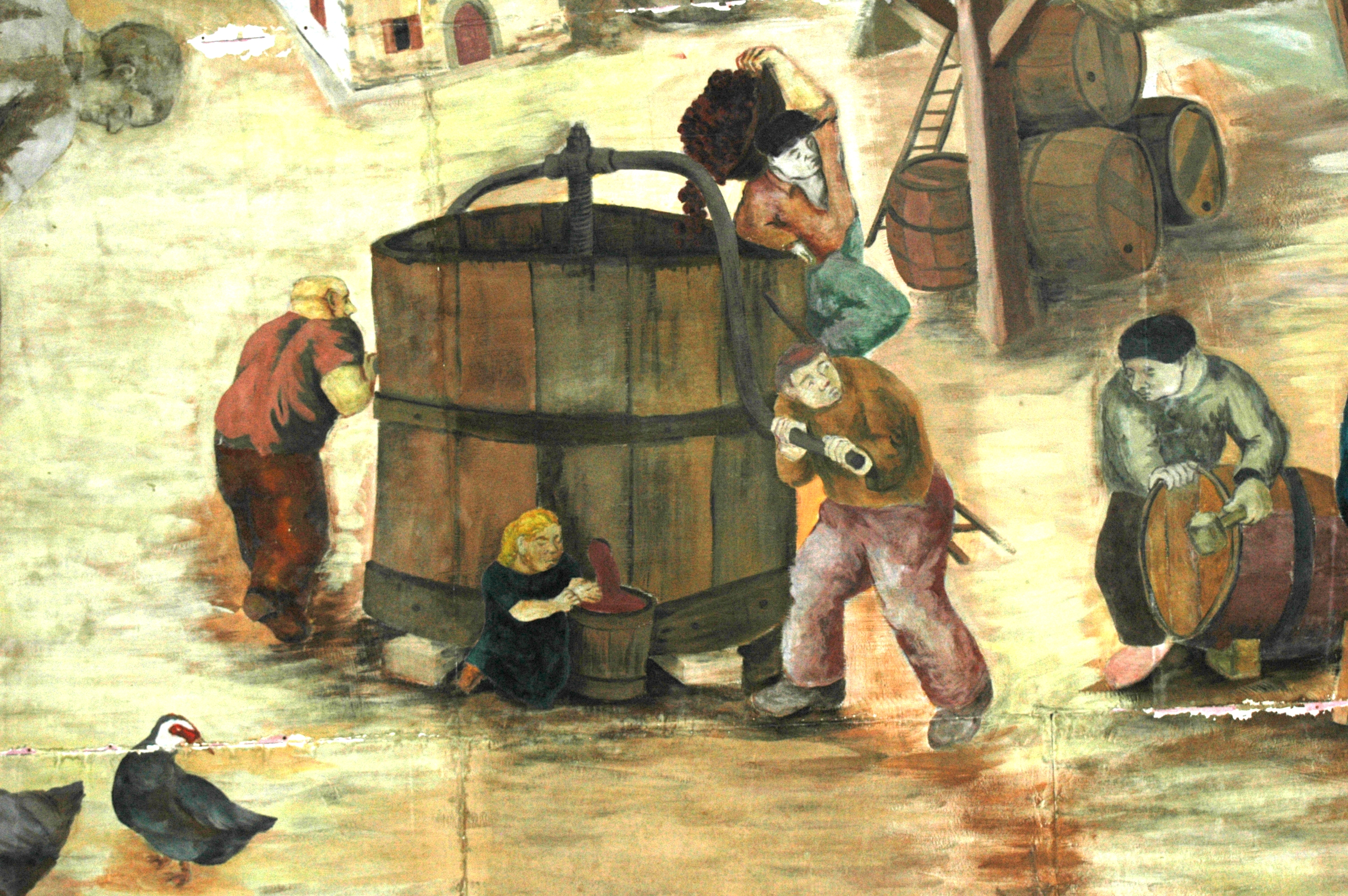
Teilansicht des Freskos – Herbst
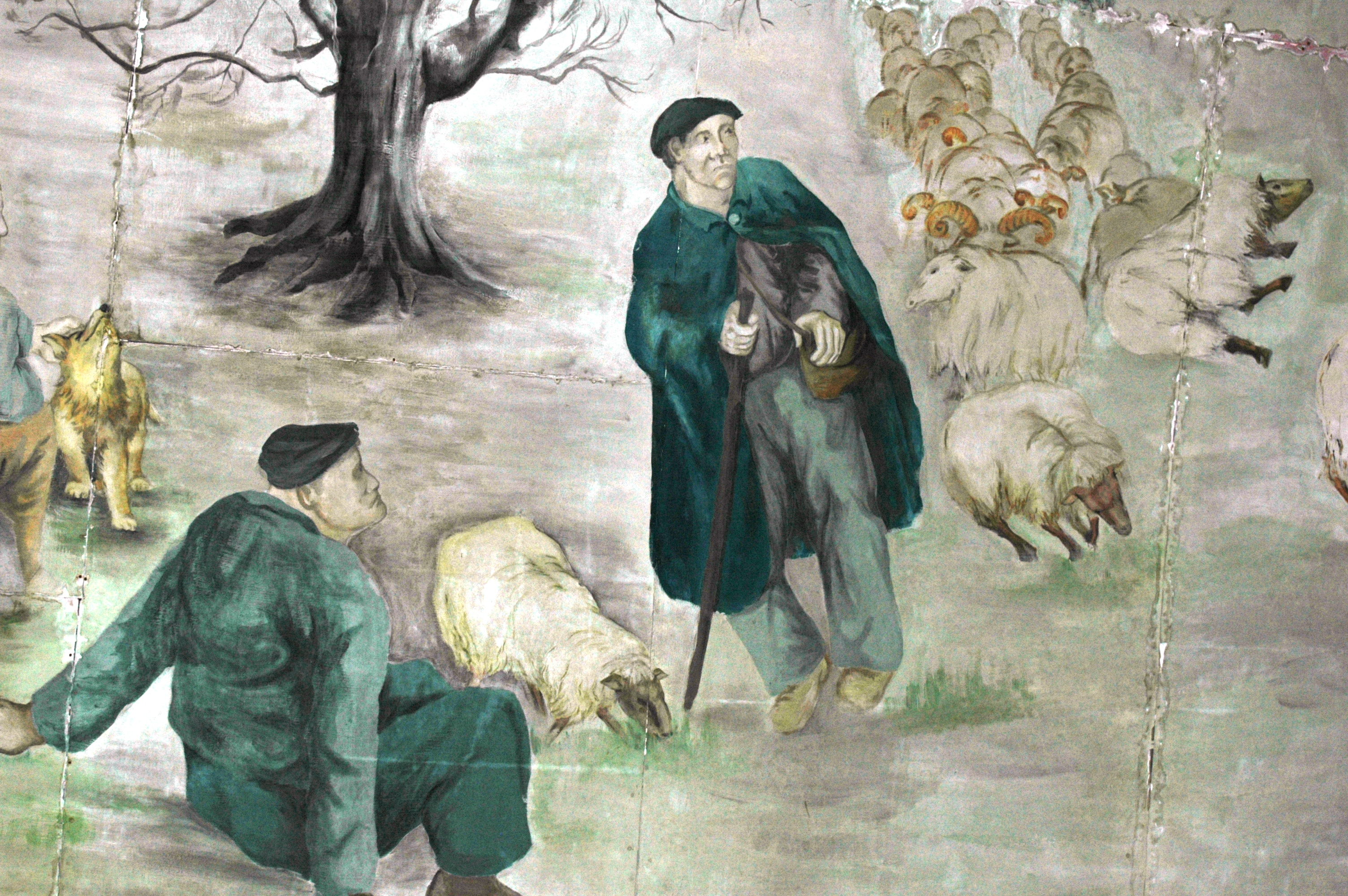
Teilansicht des Freskos – Winter
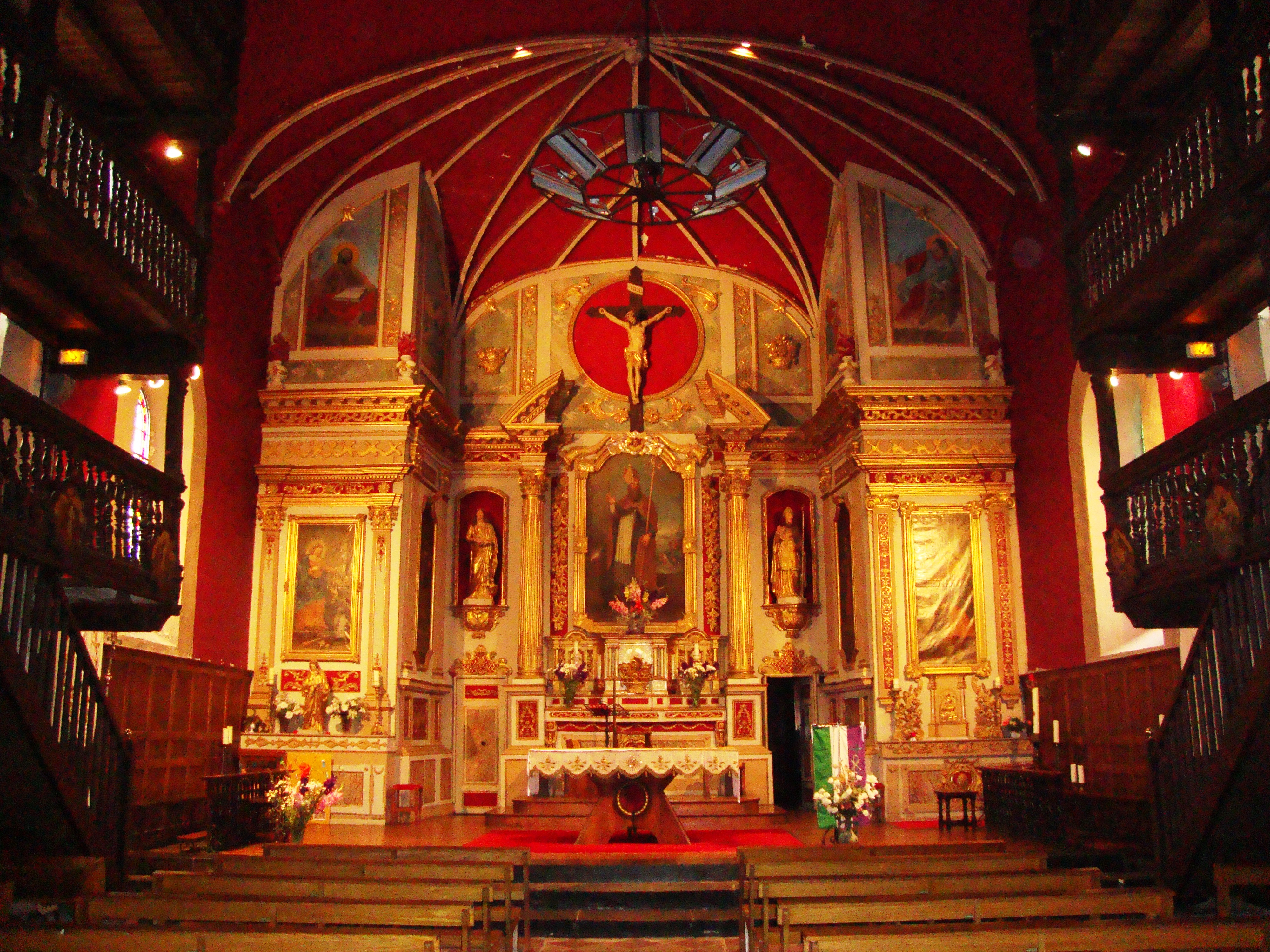
Chor mit Altar und Retabel

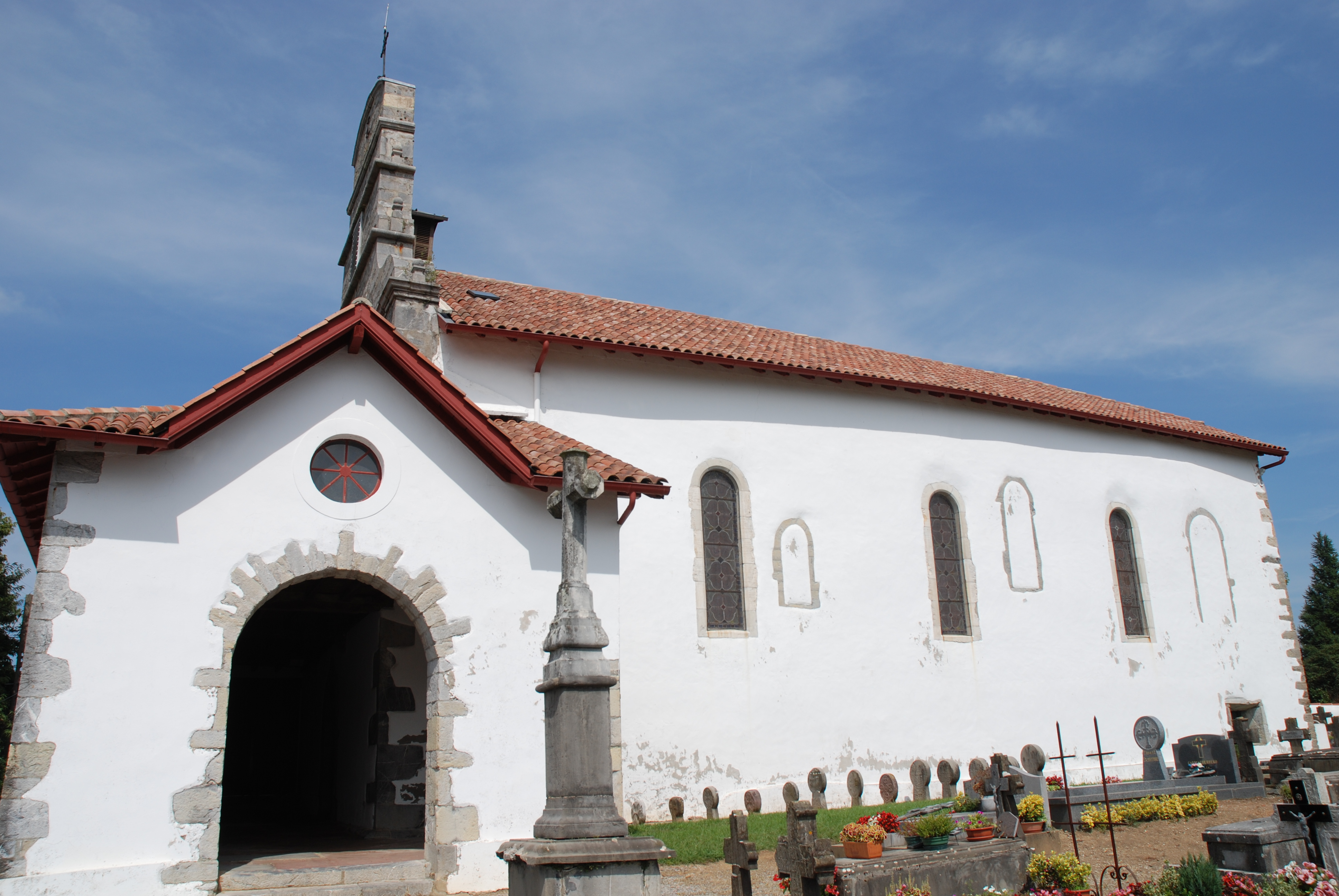
Pfarrkirche Saint-Martin im Ortsteil Gréciette

- Pfarrkirche in Gréciette. Sie datiert aus dem 15. Jahrhundert und ist Martin von Tours geweiht.[14] Auf dem die Kirche umgebenden Friedhof sind zahlreiche scheibenförmige Grabstelen zu sehen.

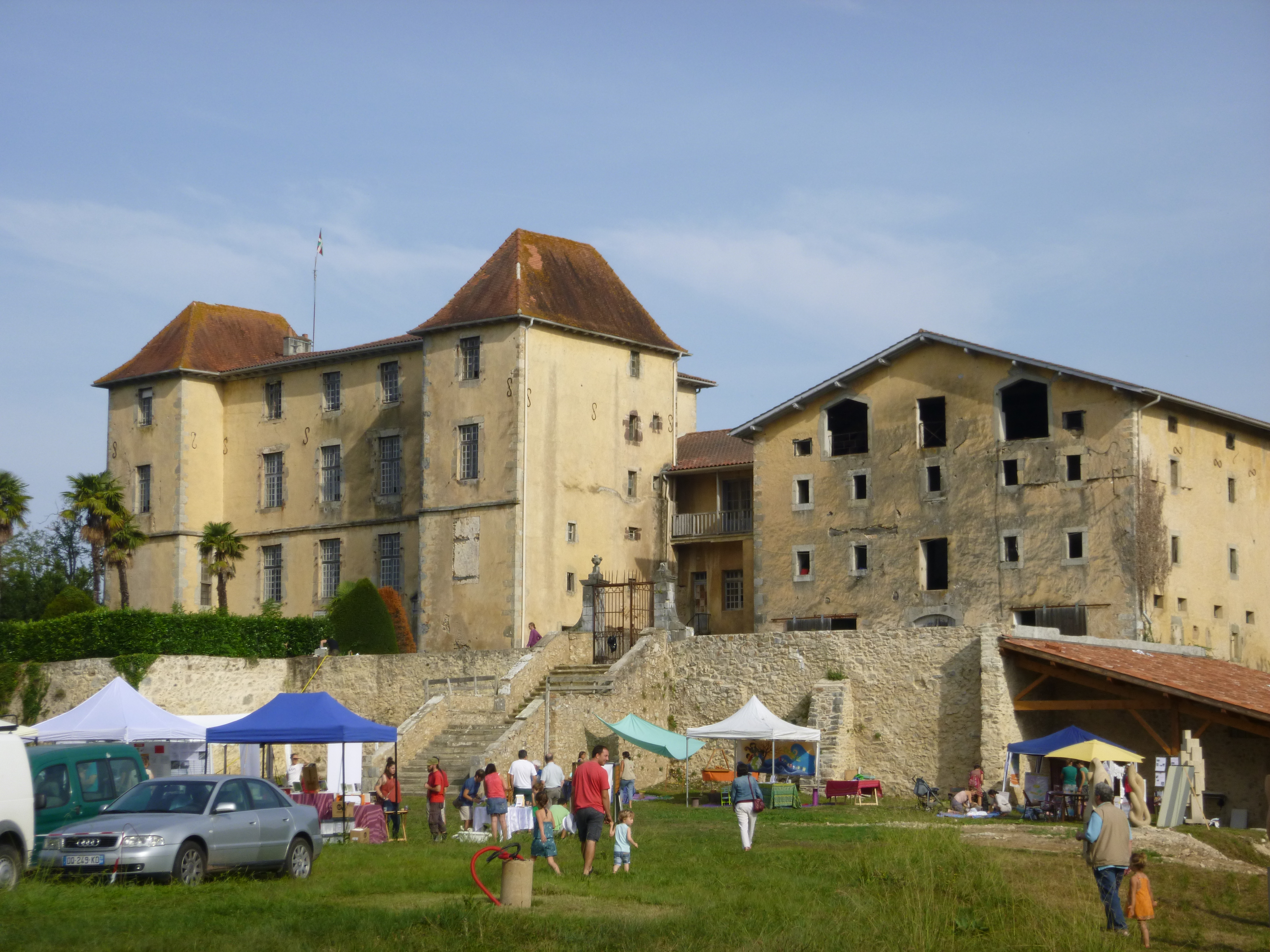
Schloss von Garro

- Schloss von Garro. Das erste Gebäude wurde im 13. Jahrhundert von der Familie Garro, einem der bedeutenden Adelsfamilien des Königreichs Navarra, errichtet. Die fortwährenden Konflikte zwischen dem König von Navarra und der englischen Krone führten jedoch bereits 1247 zu einer Zerstörung der Burg. Bayonne verweigerte den direkten Wiederaufbau, und es bedurfte der Erlaubnis vom englischen König Eduard I. im Jahre 1305, damit die Arbeiten aufgenommen werden konnten. Die Familie Garro begann allerdings erst gegen 1533 das Schloss zu bewohnen. Nach der Heirat von Marie de Garro mit Salvat d’Urtubie ist die Grundherrschaft 1641 zum Baronat erhoben worden. Am Ende des 17. Jahrhunderts ist das Schloss einem Brand zum Opfer gefallen, nach 1700 wieder aufgebaut. Das heutige Anwesen datiert aus dieser Zeit, wobei das ursprüngliche Feste Haus in die Architektur integriert ist. 1923 verstarb der letzte Nachfahre der Garro und 1930 wurde das Schloss an Jacques-Hyppolyte Lesca verkauft, der dort eine Landwirtschaftsschule einrichtete. Eine Tafel an der Fassade des Schlosses mit Inschriften in französischer und baskischer Sprache erinnert an den Kauf. Aus dieser Zeit stammen mythologische Bemalungen im Erdgeschoss, die heute vollständig verschwunden sind, aber die Wandtäfelungen sind immer noch in mehreren Räumen vorhanden. Zuerst gelangte das Schloss in den Besitz der Gemeinde Bayonne, anschließend der Gemeinde Mendionde. Nacheinander befanden sich auf dem Anwesen eine Käseproduktion, ein Ferienheim und eine religiöse Stätte. Heute hat sich eine Farm mit Anbau von biologischem Gemüse einschließlich entsprechender Schulungsaktivitäten etabliert. Überdies werden kulturelle Veranstaltungen auf dem Schlossgelände abgehalten.[15][16]

## Wirtschaft und Infrastruktur

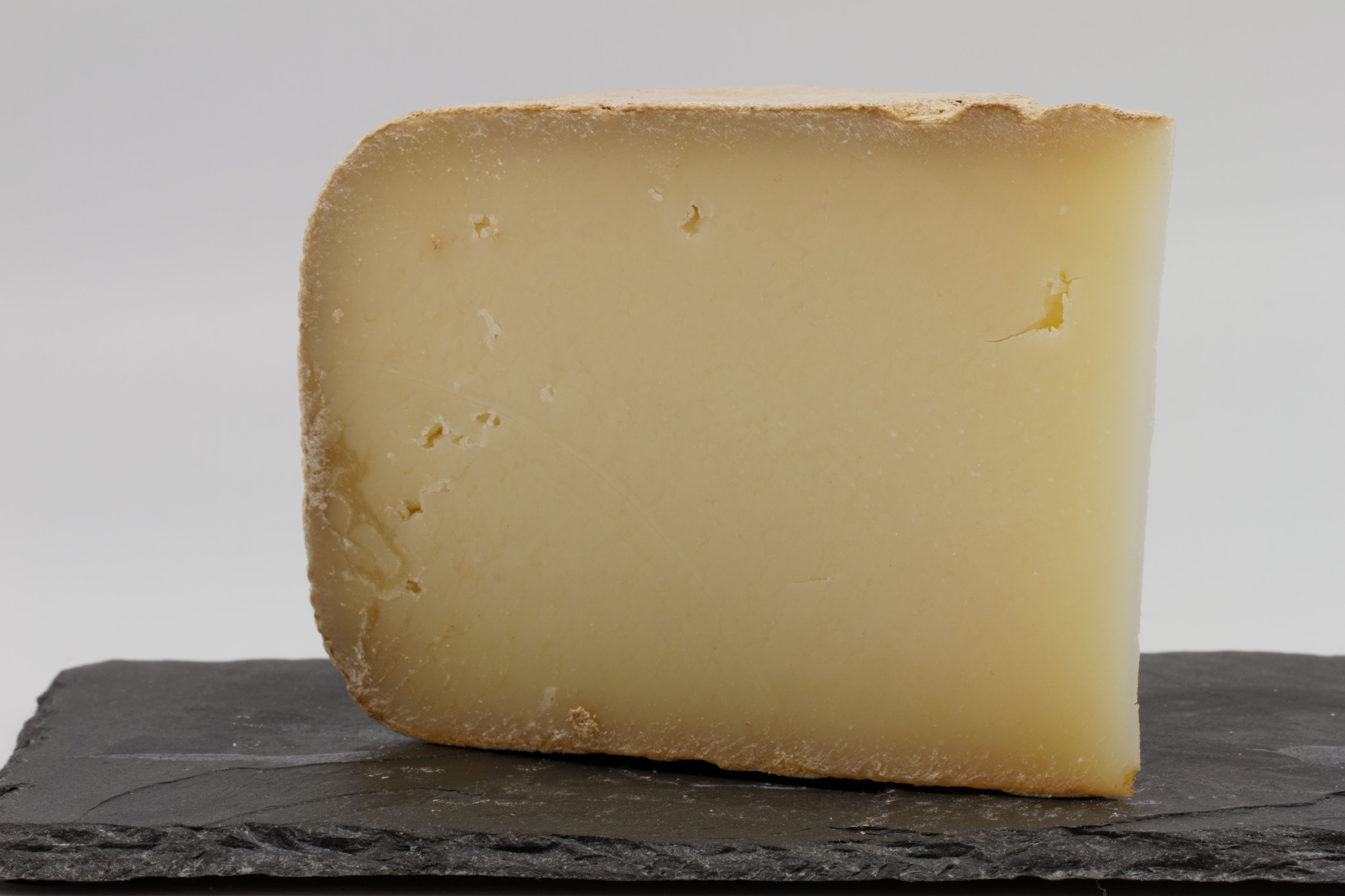
Ossau-Iraty

Landwirtschaft und Dienstleistungen sind die wichtigsten Wirtschaftsfaktoren der Gemeinde. Mendionde liegt in den Zonen AOC des Ossau-Iraty, eines traditionell hergestellten Schnittkäses aus Schafmilch, sowie der Schweinerasse und des Schinkens „Kintoa“.

### Bildung
Die Gemeinde verfügt über eine private Vor- und Grundschule und eine öffentliche Grundschule mit 67 Schülerinnen und Schülern im Schuljahr 2017/2018.

### Sport und Freizeit
Der sehr leichte Rundweg Sur le sentier du Baïgura führt vom Parkplatz Bordaberria über eine Länge von 7,1 km und einem Höhenunterschied von 480 m durch den Wald am Fuße des Erregelu. Tafeln am Wegesrand informieren über die wild lebenden Tiere.
Eine Erweiterung bildet der Rundweg Le massif du Baïgura führt vom Parkplatz Bordaberria über eine Länge von 8 km (Variante: 12 km) und einem Höhenunterschied von 600 m (Variante: 830 m) auf die Spitzen des Erregelu (846 m) und des Baïgura (897 m).
Die Freizeitbasis in Bordaberria auf dem Gebiet der Gemeinde bietet vielfältige sportliche Aktivitäten an, u. a. Gleitschirmfliegen (mit Einführung und Tandem), Auffahrt mit dem Petit Train auf den Baïgura, optional mit Abfahrt auf Mountainbikes, Canyoning, Bergsteigen, Ponyreiten, Trampolinspringen.

### Verkehr
Mendionde ist erreichbar über die Routes départementales 22, 119, 152 und 252.

## Persönlichkeiten
- Jean-Baptiste Martin Dartaguiette d’Iron, geboren 1682, gestorben 1748 in Paris, war Militärkommissar in Louisiana, Finanzbeamter des Bezirks von Auch und einer der reichsten Financiers im Paris des Jahres 1748.

- Prosper Saint-Martin, geboren 1909 in Mendionde, war französischer Meister des Pelota im Jahre 1939.

- Rudy Hirigoyen, geboren am 29. August 1919 in Mendionde, gestorben am 24. Oktober 2000, war ein baskischer Opernsänger.